# Norman Chapman
Norman Chapman (ur. 1937, zm. 1995) – angielski perkusista, grał z kapelą The Silver Beetles, znaną potem jako The Beatles.
Po odejściu Tommy'ego Moore'a w czerwcu 1960 roku, Chapman dołączył do the Silver Beetles. Jednakże, Chapman zagrał jedynie trzy koncerty w czerwcu 1960 roku przed odejściem ze względu na wezwanie do służby wojskowej . Został zastąpiony w grupie przez Pete'a Besta.
Chapman zmarł na raka w 1995 roku.